# Barbadás
Barbadás település Spanyolországban, Ourense tartományban. Barbadás Ourense, San Cibrao das Viñas, A Merca, Cartelle és Toén községekkel határos. Lakosainak száma 11 176 fő (2024).

## Népesség
A település népessége az elmúlt években az alábbi módon változott:
| Lakosok száma | 6712 | 7597 | 8685 | 9177 | 10 064 | 10 371 | 10 791 | 11 037 | 11 061 | 11 176 |
|               | 2001 | 2004 | 2007 | 2009 | 2012   | 2014   | 2017   | 2019   | 2022   | 2024   |